# Ginsiana vectius
Ginsiana vectius är en stekelart som först beskrevs av Walker 1847.  Ginsiana vectius ingår i släktet Ginsiana och familjen sköldlussteklar. Inga underarter finns listade i Catalogue of Life.